# AKIRA (가수)
AKIRA(아키라, 본명: 쿠로사와 료헤이(黒澤 良平), 1981년 8월 23일 ~ )는 일본의 배우, 댄서이며, EXILE, EXILE THE SECOND의 퍼포머이다.
카나가와 현 야마토시 출생. 시즈오카현 이와타시 성장. LDH 소속.

## 내력
고교는 축구 명문교인 사립 이와타 히가시 고등학교에 진학. 축구부에 소속해 영국 원정 등도 경험했다. 댄스는 16세부터 시작했다.
2002년, 클럽에서 춤추고 있던 것을 우연히 보고 있던 MAKIDAI와 USA의 눈에 띄게 되었다.
2004년 9월, EXILE 주연 뮤지컬 《HEART of GOLD ~STREET FUTURE OPERA BEAT POPS~》에 출연. 12월, RATHER UNIQUE의 퍼포머로서 메이저 데뷔.
2006년, TETSUYA를 포함한 4명으로 구성된 댄스 팀 〈RAG POUND〉를 결성. 3월, 무대 《어택 No.1》로 배우 데뷔. 6월 6일, EXILE에 가입.
2008년, TBS 계열 《Around40~주문이 많은 여자들~》로 드라마, 《꽃보다 남자 F》로 영화 데뷔.
2009년, 제9회 뉴욕 아시안 필름 페스티벌, 제33회 몬트리올 세계 영화제 출품 작품 영화 《확실히 전해》에서는 첫 주연을 맡아, 제19회 일본 영화 비평가 대상 신인상을 수상.
2012년, 드라마 《GTO》로 첫 연속 드라마 주연을 맡는다.
2016년 9월 5일, EXILE THE SECOND에 가입.

## 참가 그룹
- RATHER UNIQUE (2004년 ~ 2006년 9월)
- RAG POUND (2006년)
- EXILE (2006년 6월 ~ )
- ®AG POUND (2015년)
- EXILE THE SECOND (2016년 9월 ~ )

## 출연

### 드라마
- Around40~주문이 많은 여자들~ (2008년 4월 ~ 6월, TBS) - 오가타 타츠야 역
- 멀리 돌아온 비 (2010년 3월 27일, 닛폰 TV) - 키쿠치 역
- 텀블링 (2010년 4월 ~ 6월, TBS) - 카시와기 유타카 역
- 대하드라마 고우~공주들의 전국~ (2011년, NHK) - 도요토미 히데카츠 역
- 3매째의 보디가드~나는 너만을 지켜낸다~ (2011년 6월 ~ 8월, BeeTV) - 경관 역
- 명탐정 코난 쿠도 신이치에게 보내는 도전장 제1화 (2011년 7월 7일, 요미우리 TV) - 츠보우치 유헤이 역
- 3.11 그 날, 이시노마키에서 무엇이 일어났는가~6매의 벽신문 (2012년 3월 6일, 닛폰 TV) - 미즈누마 코조 역
- GTO (2012년 7월 ~ 9월, 칸사이 TV) - 주연·오니즈카 에이키치 역
  - GTO 가을 스페셜 (2012년 10월 2일)
  - GTO 정월 스페셜 (2013년 1월 2일)
  - GTO 졸업 스페셜 (2013년 4월 2일)
  - GTO TAIWAN (2014년 3월 22일 ~ , GTV 종합)
  - GTO 제2기 (2014년 7월 ~ 9월)
- 비브리아 고서당의 사건 수첩 (2013년 1월 ~ 3월, 후지 TV) - 고우라 다이스케 역
- 허니 트랩 (2013년 10월 ~ 12월, 후지 TV) - 주연·미야마 유이치 역
- 따귀!~변호사 사무원 미노와가 사랑으로 해결합니다~ 제3화 (2014년 10월 16일, 요미우리 TV)
- 이 미스터리가 대단해! 베스트셀러 작가로부터의 도전장 〈다이아몬드 더스트〉 (2014년 12월 29일, TBS) - 주연
- HEAT (2015년 7월 ~ 9월, 칸사이 TV) - 주연·이케가미 타츠야 역
- HiGH&LOW~THE STORY OF S.W.O.R.D.~ (2015년 10월 ~ 12월, 닛폰 TV)
  - HiGH&LOW Season2 (2016년 4월 ~ 6월)

### 영화
- 꽃보다 남자 F (2008년, 토호) - 써니 역
- 야마가타 스크림 (2009년, 가가) - 주연·산타로 역
- 확실히 전해 (2009년, 가가) - 주연·키타 시로 역
- 레전드 오브 피스트 분노의 철권 (2010년, 트윈) - 사사키 역
- 한지로 (2010년, 피즈 인터내셔널) - 주연·나가야마 야이치로 역
- 워킹 홀리데이 (2012년) - 주연·오키타 야마토 역
- 초원의 의자 (2013년, 토에이) - 카기야마 역
- 언페어 the end (2015년, 토호) - 타케베 역
- ROAD TO HiGH&LOW (2016년 5월 7일, 쇼치쿠) - 코하쿠 역
  - HiGH&LOW THE MOVIE (2016년 7월 16일)
- 타타라 사무라이 (2017년)

### 성우
- 에그자무라이 (2008년) - 본인 역

### 라디오
- SESSIONS FOUR (NORTH WAVE)
- RADIO MASHUP (2010년 10월 ~ 2012년 12월, FM 요코하마)

### CM
- CHINTAI (2009년 8월 ~ 2011년 12월)
- 키린 베버리지 〈Mets〉 (2010년 7월 ~ )
- 키린 베버리지 〈어른의 키린 레몬〉 (2011년 6월 ~ )
- GREE 〈성전 케르베로스〉 (2011년 11월 ~ 2012년)
- NTT 커뮤니케이션즈 〈050 plus〉 (2011년 11월 ~ 2013년)
- TOYOTA 〈WISH〉 (2012년 4월 ~ )
- 후지쯔 〈FMV〉 (2012년 6월 ~ )
- 일본 코카콜라 〈코카콜라 제로〉 (2013년 6월 ~ )
- 히사미츠 제약 〈에어 살롱 패스〉 (2013년 6월 ~ )
- AC 재팬 〈에이즈 예방 재단〉 (2013년 7월 ~ )

## 서적

### 사진집
- AKIRA LA (2014년 9월 22일, LDH magazine) ISBN 978-4908200007